# Palló
Palló (ukránul: Палло [Pallo], korábban Павлове [Pavlove], oroszul: Павловце [Pavlovce], szlovákul: Pallov) falu Ukrajnában, Kárpátalján, az Ungvári járásban.
Nevét az Ung mára már feltöltődött pallójáról kapta, amely egykor a falun folyt keresztül.

## Fekvése
Palló a járási székhelytől, Ungvártól 12 kilométerre délnyugatra fekszik, Gálocstól 3 km-re északnyugatra található. Palló közvetlenül a szlovák-ukrán határ mellett fekszik, a falu határában halad el az Ungvár–Enyicke-vasútvonal, amely a kassai acélműveket látja el orosz vasérccel.

## Története
Árpád-kori település, nevét a krónikák először 1311-ben említik. A település első ismert birtokosai az Aba nemzetséghez tartozó Amadék voltak. A 14. század elejétől a Drugeth család birtokolta, így a középkorban a nevickei és az ungvári várhoz tartozik, ám urai mindvégig nevickeiek. A község sorsa azonos a többi Drugeth, illetve Homonnay birtokéval. A falut 1427-ben oklevél említi „Pallo” néven, ekkortájt huszonhét jobbágyporta alkotja. A falu a 16. században csere útján először a Mezessyek, majd házasság révén a Báthoryak birtokába kerül. A falut pestis, majd az átvonuló hadseregek tizedelték és sarcolták. A tatárok 1567-ben több házat felégetnek. 1646-ban Thököly hadai, majd 1685-ben Shultz császári tábornok serege fosztogatja a vidéket. A 18. században birtokosai közé tartozott a Pálóczy Horváth család is. A falut 1720-ban négy nemes-, nyolc jobbágy- és egy zsellérháztartás alkotja.
A 18. század végén Vályi András így ír róla: „PALYÓ. Magyar falu Ungvár Vármegyében, földes Urai több Uraságok, lakosai külömbfélék, fekszik Kaposhoz egy mértföldnyire, határja jó termékenységű, egyéb javai is jelesek, első osztálybéli.”
1828-ban a település már 61 házból áll, népessége pedig 514 fő.
Fényes Elek 1851-ben kiadott geográfiai szótárában így ír a faluról: „Palló, magyar falu, Ungh vmegyében, Dobó-Ruszkához 1 órányira: 28 kath., 150 g. kath., 373 ref., 28 zsidó lak. F. u. a kamara, Orosz, Berzeviczy. Ut. p. Ungvár.”
A trianoni békéig Ung vármegye Nagykaposi járásához tartozott. Ekkor Csehszlovákiához csatolták. 1938–44 között visszakerült Magyarországhoz. A háború végeztével, 1944 őszén a szovjetek 22 férfit elhurcolnak a faluból, ebből 16-an odavesznek. A második világháború és a sztálinizmus áldozatainak emlékét a temetőkertben állított emlékmű őrzi.
1945-ben Szovjetunióhoz csatolták a települést. 1991 óta Ukrajna része. 2020-ig közigazgatásilag Gálocshoz tartozott.

## Népesség
1910-ben 483, túlnyomórészt magyar lakosa volt. Ez a szám a második világháború 1939-es kitöréséig 569-re nőtt. A legutolsó 2001-es népszámláláskor a falut 677 fő lakja, ebből 590 magyar nemzetiségű. 2012-ben a 300 lakosú falu 80%-a magyar.

## Gazdaság
A falu lakói elsősorban földművesek, akik a szovjet érában a környékbeli falvak (Gálocs, Palágykomoróc, Bátfa) lakóival együtt a közös gazdaságban tevékenykedtek. A lakók másik része kihasználva a megyeközpont közelségét, Ungvár ipari vállalatainál helyezkedett el. A közös gazdaság felbomlása után a földeket felosztották (átlag 2,85 hektáronként), ez képezi a családi gazdaságok alapját. Az utóbbi időben jellemző a virágtermesztés.

## Nevezetességek
- Református temploma a 19. században épült romantikus stílusban.
- Görögkatolikus temploma 1996-1998 között épült.[4]